# Solierella pisonoides
Solierella pisonoides é uma espécie de insetos himenópteros, mais especificamente de vespas pertencente à família Crabronidae.
A autoridade científica da espécie é S. Saunders, tendo sido descrita no ano de 1873.
Trata-se de uma espécie presente no território português.